# Schlossportal im Kleinen Schlosshof

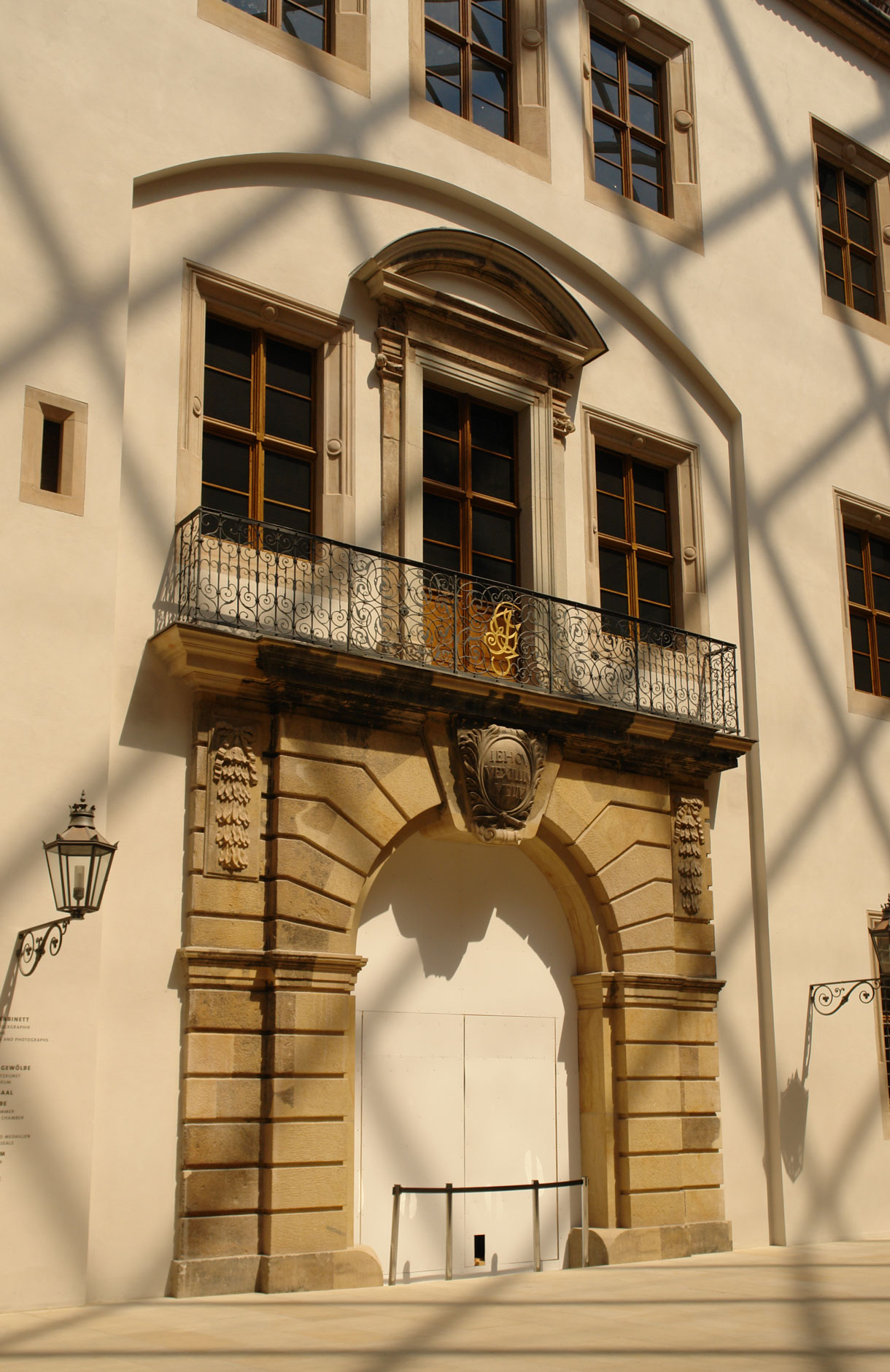
Das Schlossportal im Kleinen Schlosshof

Das  Schlossportal im Kleinen Schlosshof  in Dresden ist ein Portal im Kleinen Schlosshof der Dresdner Residenz. Das von Johann Georg Starcke 1682 errichtete Portal ist eines der Beispiele für die „großartige Portalarchitektur Dresdens“. Dieses Portal bildet die andere Seite des Schlossportals vom Großen zum Kleinen Schlosshof.

## Beschreibung
Das Portal ist ein Rundbogen  in Rustika. Der große Schlussstein zeigt den Wahlspruch des Bauherrn Johann Georgs III. Der vorgelegte Rundbogen zeigt verkröpftes Gesims und wird zu beiden Seiten mit Festons geschmückt. Darüber befindet sich ein Gesims mit Balkon, der ein schmiedeeisernes Gitter als Brüstung hat. Zu diesem Balkon führt eine Tür flankiert von zwei Fenstern. Die Tür zeigt zu beiden Seiten eine schöne Fensterumrahmung mit Pilastern. Oberhalb des Fensters gibt es einen Segmentgiebel als Fensterverdachung.
1945 während der Luftangriffe auf Dresden zerstört, wurde das Portal im Zusammenhang mit der Neunutzung des Kleinen Schlosshofes als Besucherzentrum für das Dresdner Schloss bis 2008 rekonstruiert.